# Gesellschaft Katholischer Publizistinnen und Publizisten Deutschlands
Die Gesellschaft Katholischer Publizistinnen und Publizisten Deutschlands e. V. (GKP) ist ein im Jahr 1948 als freier Zusammenschluss von katholischen Publizisten gegründeter Verband. Bis 2023 nannte er sich Gesellschaft Katholischer Publizisten. Er versteht sich als „ein konfessioneller Berufsverband, dessen Mitglieder in und mit der (römisch-katholischen) Kirche leben“.
Ihm gehörten im Juni 2023 557 Publizisten und Journalisten an. Die Aufgabe des Zusammenschlusses als „Verband, der auf Dialog und Kommunikation angelegt ist“ besteht nach Angabe der Gesellschaft hauptsächlich darin, den Erfahrungsaustausch und das Gespräch unter „Menschen mit sehr unterschiedlichem Hintergrund“ zu fördern und die Interessen der Mitglieder in der kirchlichen und gesellschaftlichen Öffentlichkeit zu vertreten. Die Gesellschaft Katholischer Publizisten nimmt Stellung zu publizistischen und medienpolitischen Fragen. Der Sitz der GKP ist in Bergisch Gladbach, die Geschäftsstelle in Kürten. Vorsitzender ist seit März 2015 Joachim Frank. Stellvertretende Vorsitzende sind Carolin Kronenburg und Nicole Stroth.
Die GKP ist Mitglied der Katholischen Weltvereinigung für Kommunikation SIGNIS.

## Geschichte
Die GKP wurde unter anderem gegründet von Karl Bringmann, Heinrich Jansen Cron, Emil Dovifat, Gunthar Lehner, Otto B. Roegele, Heinrich Basilius Streithofen und Ivo Zeiger.
Sitz der Gesellschaft war bis 2019 die Thomas-Morus-Akademie in Bergisch-Gladbach-Bensberg.

## Chronik der Vorstände
Vorsitzende der GKP waren bisher:
- Jansen Cron (bis 1957)
- Otto B. Roegele (1957 bis 1963)
- Konrad Simons (1963 bis 1969)
- Otto B. Roegele (1969 bis 1972)
- Hermann Boventer (1972 bis 1981)
- Konrad Kraemer (1981)
- Hubert Schöne (1981 bis 1987)
- Eva-Maria Streier (1987 bis 1993)
- Christian Frevel (1993 bis 1999)
- Michaela Pilters (1999 bis 2009)
- Hildegard Mathies (2009 bis 2013)
- Michaela Pilters (2013 bis 2015)
- Joachim Frank (seit 2015)

## Struktur
Die GKP ist in 10 Regionen gegliedert, wo die Aktivitäten von Regionalbeauftragten organisiert werden. 

### Vorstand (2024–2027), Geschäftsstelle und Vertretungen
- Vorsitzender: Joachim Frank, Chefkorrespondent der DuMont Mediengruppe und Mitglied der Chefredaktion beim Kölner Stadt-Anzeiger
- Stellvertretende Vorsitzende: Carolin Kronenburg, Pressesprecherin des Diözesancaritasverbands Münster
- Stellvertretender Vorsitzender: Felix Neumann, Redakteur bei „katholisch.de“[10]

Vorstandsmitglieder
- Claudia Auffenberg, Trauerrednerin, Paderborn
- Christian Klenk, Leiter der Stabsabteilung Entwicklung und Kommunikation der Katholischen Universität Eichstätt-Ingolstadt
- Marc Lenzke, Krisenberater, Dunkelblau GmbH
- Nicole Stroth, Redakteurin, Don Bosco Medien GmbH
- Karin Wollschläger, Landeskorrespondentin Ost, Katholische Nachrichten-Agentur

Geistlicher Beirat
- P. Christof Wolf SJ, München

GKP-Geschäftsstelle in Kürten
- Monika Kolec, Geschäftsführerin
- Barbara Miebach, Sekretärin

Vertreter der GKP im Zentralkomitee der deutschen Katholiken (ZdK)
- Joachim Frank, ZdK-Mitglied
- Christian Klenk, ZdK-Mitglied

Vertreter der GKP in der Initiative Qualität im Journalismus (IQ)
- Bernhard Rude, Studienleiter, Institut zur Förderung publizistischen Nachwuchses (ifp), München

## Publikation
Monatlich erscheint die Mitgliederzeitschrift GKP-Informationen.

## Auszeichnung
Seit 1984 verleiht der Vorstand der GKP die Franz-von-Sales-Tafel an Persönlichkeiten, die sich als katholische Publizisten besondere Verdienste erworben haben. Sie wurde gestiftet als Erinnerung an das deutsch-französische Publizistentreffen 1983 in Annecy, wo Franz von Sales, der Schutzpatron der Journalisten und Schriftsteller, bestattet ist. Ausgezeichnet wurden bisher ausschließlich 23 Mitglieder und Funktionsträger der Gesellschaft selbst, u. a.
- der Limburger Weihbischof Walther Kampe (1909 bis 1998) als Geistlicher Beirat der GKP sowie als „Medienbischof“,
- Karl Bringmann als Gründungsmitglied und langjähriges Vorstandsmitglied (1951 bis 1969),
- Konrad Simons für sein Engagement als GKP-Vorsitzender und für seinen Einsatz für die deutsch-französischen Journalistentreffen,
- der Herausgeber der Bonner Wochenzeitung „Rheinischer Merkur“ Otto B. Roegele (1920 bis 2005) als langjähriger GKP-Vorsitzender (1957 bis 1963 und 1969 bis 1972),
- Bernhard Gervink für seine Verdienste um die deutsch-französischen Publizistentreffen,
- ZDF-Gründungsintendant Karl Holzamer  für langjährige GKP-Mitgliedschaft,
- Günter Graf (1928 bis 2007) als langjähriges Vorstandsmitglied sowie als Herausgeber der Mitgliederzeitschrift „GKP-Informationen“ seit 1987,
- Albert Keller SJ (1932 bis 2010) für seine Tätigkeit als Geistlicher Beirat der GKP,
- Christian Frevel (* 1960) für die Gestaltung der Mitgliederzeitschrift „GKP-Informationen“ sowie für seinen Einsatz in der UCIP und bei den deutsch-französischen Journalistentreffen,
- Michaela Pilters für ihr Engagement als  GKP-Vorsitzende,
- Ursula Wicklein für den Aufbau der GKP im Osten Deutschlands nach der Wende,

## Veröffentlichungen
- Gesellschaft Katholischer Publizistinnen und Publizisten Deutschlands e. V. (Hrsg.): Haltung. 75 Jahre Gesellschaft Katholischer Publizistinnen und Publizisten Deutschlands e. V. Kürten 2024 (Redaktion der Festschrift: Felix Neumann, Michaela Pilters)
- Gesellschaft Katholischer Publizisten Deutschlands (Hrsg.): Standorte. Katholische Journalisten beziehen Stellung. 50 Jahre Gesellschaft Katholischer Publizisten (GKP). Köln 1998. (Redaktion der Festschrift: Christian Frevel, Günter Graf, Michaela Pilters)
- Gesellschaft Katholischer Publizisten (Hrsg.): Bekanntmachung. 40 Jahre Gesellschaft Katholischer Publizisten Deutschlands. Berlin 1988
- Gerhard Eberts, Christian Frevel: Solidarität, Fortbildung, Austausch untereinander und internationale Kontakte. Zwei deutsche Publizistenverbände bestehen 50 Jahre. In: Communicatio Socialis, 31. Jahrgang, Heft 3/1998, S. 296–312
- Nicole Stroth: Missionieren oder informieren? Das Selbstverständnis katholischer Journalisten in Deutschland. In: Communicatio Socialis, 40. Jahrgang, Heft 4/2007, S. 335–349
- Nicole Stroth: Neutraler Vermittler, Ratgeber, Missionar? Selbstverständnis katholischer Journalisten in Deutschland. Eichstätt 2007 (Unveröffentlichte Diplomarbeit)